# Riccardo Cattapan
Riccardo Cattapan (Alba, 5 luglio 1997) è un cestista italiano.